# Jules Breton

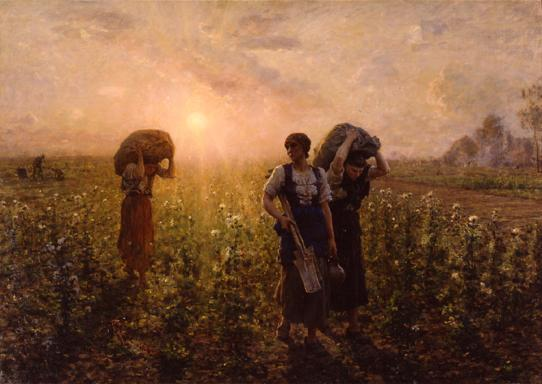
Attraverso i campi, 1887

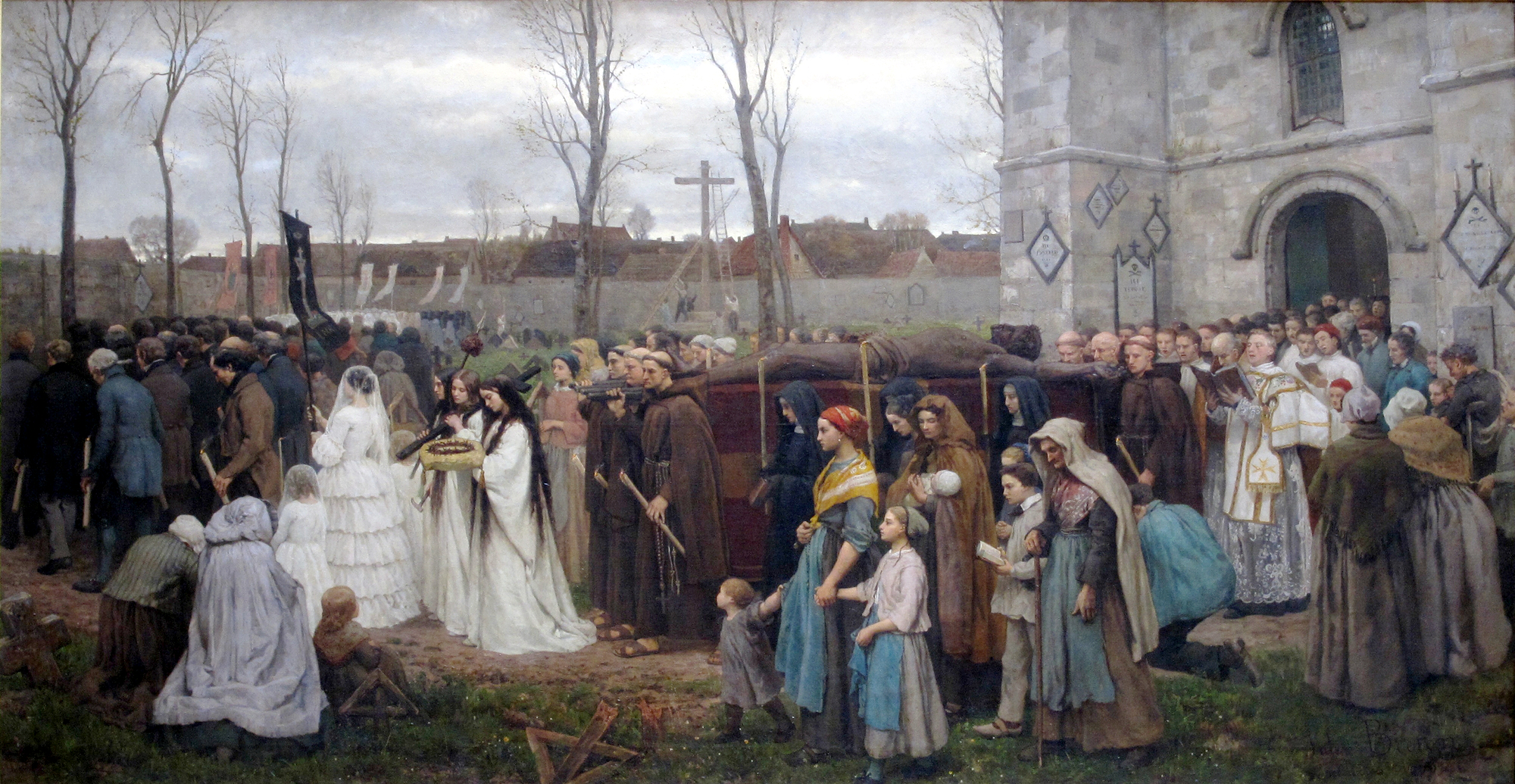
Rappresentazione d' un Calvario, 1858

Louis Aimé Aldolphe Jules Breton (Courrières, 1º maggio 1827 – Parigi, 5 luglio 1906) è stato un pittore e poeta francese.

## Biografia
Breton è nato il 1 ° maggio 1827 a Courrières, un piccolo villaggio del Pas-de-Calais, suo padre, Marie-Louis Breton, era mezzadro di un ricco proprietario terriero. Sua madre, Julie Adélaïde Joseph Platel, morì quando Jules aveva quattro anni e fu allevato dal padre.
Nella sua infanzia acquisisce un profondo legame con la sua terra, le sue tradizioni, la sua religiosità, che rimarrà sempre centrale nella sua arte e che gli ha fornito molte scene per le sue opere al Salon.
Ha studiato prima al collegio di Saint-Bertin a Saint Omer poi al Collegio Reale di Douai . Compie il suo apprendistato con Felix de Vigne a Gand e con Gustave Wappers a Anversa in Belgio, poi continuò la sua formazione a Parigi, seguendo il corso di Ingres e di Horace Vernet . Si sposò nel 1858 con Elodie de Vigne, figlia di Felix de Vigne. La coppia ha una figlia, Virginie Demont-Breton, nata nel 1859 che seguirà le orme del padre diventando lei stessa pittrice. Nel 1886, Breton è stato eletto membro del Institut de France alla morte di Baudry. Nel 1889 è stato nominato comandante della Legione d'Onore e nel 1899 membro straniero della Royal Academy di Londra.

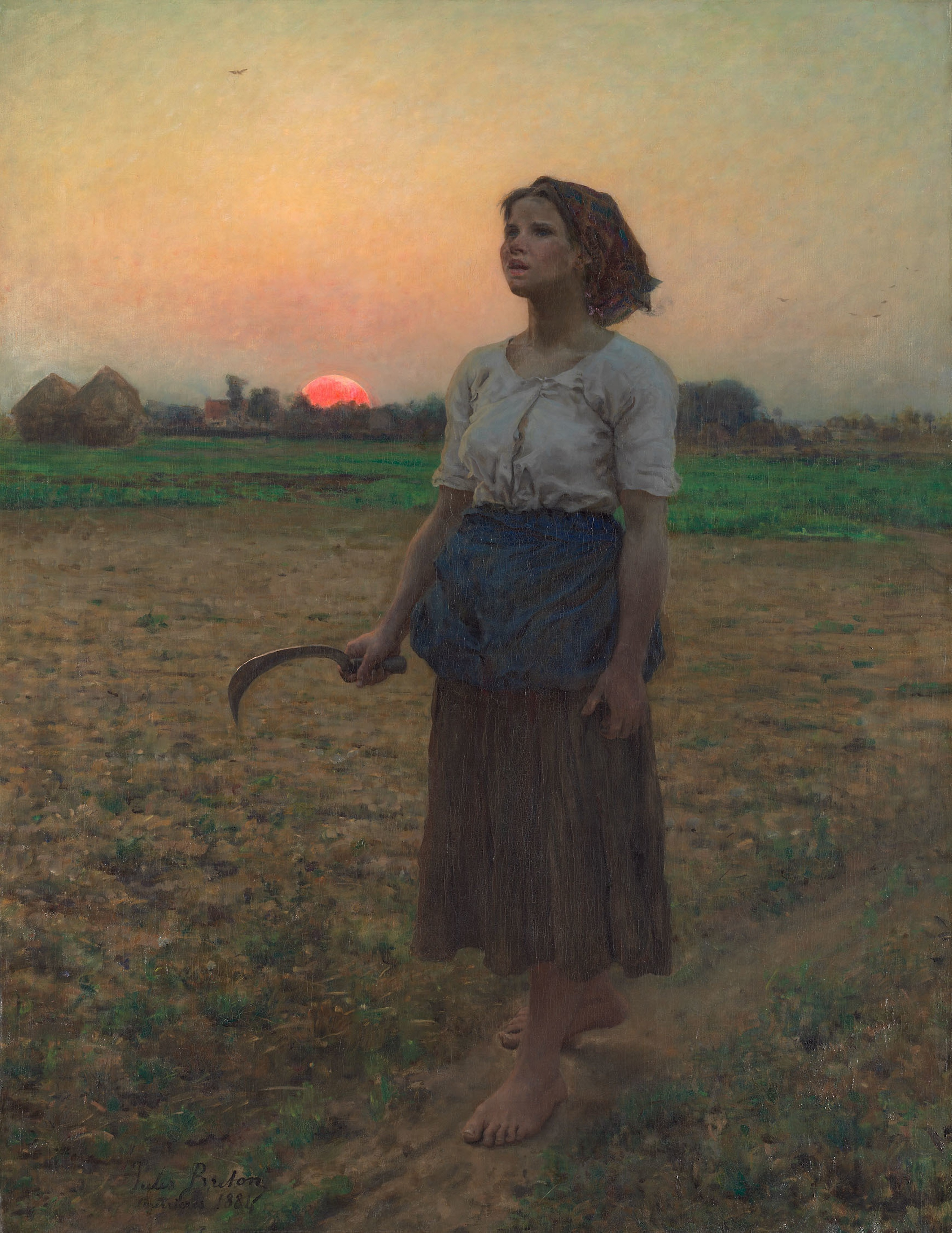
Il canto dell'allodola.1884

Morì nel 1906. È sepolto a Parigi, nel cimitero di Montparnasse, non lontano dal suo amico Leconte de Lisle.
Jules Breton è anche lo zio di Jules-Louis Breton (1872-1940), deputato e senatore da Cher, ministro socialista e repubblicano-socialista nel 1916-1917 e 1920-1921, fondatore del Salone della Casa Ideale (1923).

## L'opera
Di formazione accademica, realista e naturalista, Jules Breton è stato uno dei primi illustratori della vita rustica, soprattutto nella provincia di Artois.
I suoi lavori iniziano attorno al 1848, un periodo di forti sconvolgimenti sociali e politici. Lo sviluppo dell'industrializzazione aveva causato un esodo dalle campagne alle città e nacque tra gli intellettuali e gli artisti una presa di coscienza e un crescente interesse per le persone semplici nella loro vita ordinaria.
Pur essendo lontano dalle forti tematiche sociali di Courbet o dal realismo poetico tinto di pessimismo di Millet il suo stile nel rappresentare singole figure femminili di contadine poste contro il sole al tramonto in un paesaggio ha avuto molto successo, specialmente negli Stati Uniti. Dal momento che le sue opere erano così popolari, Breton spesso produsse numerose copie di alcuni suoi quadri. È stato uno dei più noti pittori del suo tempo in Francia, in Inghilterra e negli Stati Uniti, vincendo numerosi riconoscimenti ai vari Saloni dove espose. Tra i suoi ammiratori vi era anche Vincent van Gogh

## Poeta e scrittore
Breton è stato anche un noto scrittore nel suo tempo. Ha pubblicato diverse raccolte di poesie e libri sulla vita dei pittori che conobbe. Fu apprezzato dal suo amico José Maria de Hérédia, da Victor Hugo, Eugène Fromentin e Anatole France, ma divenne bersaglio di aspre critiche da Baudelaire e Émile Zola . Van Gogh parla molto di lui nelle sue lettere al fratello Theo  . 

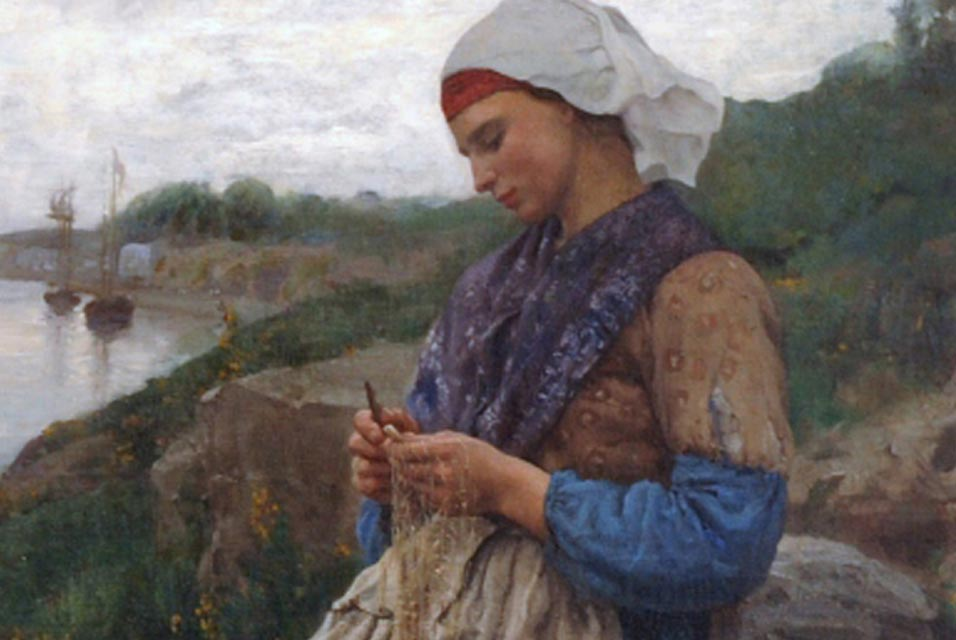
Ragazza che pesca o rammendare le reti, 1876

## Opere
Dipinti
- Benedizione del grano in Artois , olio su tela, 1857, Musée des Beaux-Arts di Arras
- Richiamo delle spigolatrici , olio su tela, 1859, Musée d'Orsay, Parigi
- Le Bedeau de Kerlaz , olio su tela, 1868, Musée des Beaux-Arts de Quimper
- Ragazza che pesca o rammendare le reti , olio su tela, 1876.
- Il Glaneuse , olio su tela, 1877, Musée des Beaux-Arts di Arras
- Il perdono di Kergoat , olio su tela, 1891 Museo di Belle Arti di Quimper
- Alla fontana , olio su tela, 1892, Museo di Belle Arti di Quimper
- Rappresentazione d' un Calvario (1858), olio su tela, 135 x 250 cm, Palazzo delle Belle Arti, Lille
- Donna seduta in un prato, olio su tavola, 35 x 29,2 centimetri. Museo di Evreux.
- Paesaggio marino (Schizzo), olio su tela, firmato in basso a sinistra Jules Breton, 24 x 32 cm (senza cornice). Museo di Evreux.

Pubblicazioni
- I campi e il mare , poesie, 1875
- Jeanne , poesia, 1880
- Opere poetiche di Jules Breton (1867-1886) , 1887 in linea di testo
- Vita di un artista. Arte e natura , 1890
- Un contadino pittore. Ricordi e impressioni: all'alba e al tramonto. Paesaggi e paesani. Arte e artisti. La supremazia della scuola francese , 1895
- Savarette , 1898
- Arte e artisti. Nostri pittori del secolo , 1899
- Delphine Bernard, donna e artista , 1902
- Pittura: le leggi essenziali, i mezzi e lo scopo, la bella e la divina commedia dell'arte tra di loro. Odissea della musa, racconto storico , 1904